# نرایشو کاسانویریو
نرایشو کاسانویریو (انگلیسی: Neraysho Kasanwirjo؛ زادهٔ ۱۸ فوریهٔ ۲۰۰۲) بازیکن فوتبال اهل پادشاهی هلند است که در حال حاضر به صورت قرضی از فاینورد برای رنجرز در پست مدافع بازی می‌کند.
وی همچنین در تیم‌های ملی فوتبال زیر ۱۷ سال و زیر ۲۱ سال هلند بازی کرده است.

## دوران باشگاهی

### آژاکس
نرایشو کاسانویریو در آمستردام به‌دنیا آمد و فوتبال را از رده‌های پایهٔ باشگاه AVV زیبورخیا آغاز کرد. او در سن نه‌سالگی مورد توجه استعدادیابان قرار گرفت و به آکادمی فوتبال آژاکس پیوست. پس از پیشرفت در رده‌های مختلف سنی، نخستین بازی حرفه‌ای خود را برای باشگاه فوتبال یونگ آژاکس، تیم ذخیرهٔ آژاکس، در اردیویژه ب (دستهٔ دوم فوتبال هلند) انجام داد. او در تاریخ ۱۹ اوت ۲۰۱۹ مقابل باشگاه فوتبال ان‌ئی‌سی نایمخن به میدان رفت؛ دیداری که با تساوی ۳–۳ به پایان رسید.

### خرونینگن
در ۱۰ مه ۲۰۲۱، باشگاه فوتبال خرونینگن اعلام کرد که کاسانویریو با قراردادی سه‌ساله به این تیم خواهد پیوست. او در فصل ۲۲–۲۰۲۱ به‌دنبال پایان قراردادش با آژاکس به خرونینگن ملحق شد.

### فاینورد
در ۲۰ ژانویهٔ ۲۰۲۳، باشگاه فوتبال فاینورد اعلام کرد که برای انتقال کاسانویریو با خرونینگن به توافق رسیده‌است. این بازیکن قراردادی چهارساله و نیمه با فاینورد امضا کرد.

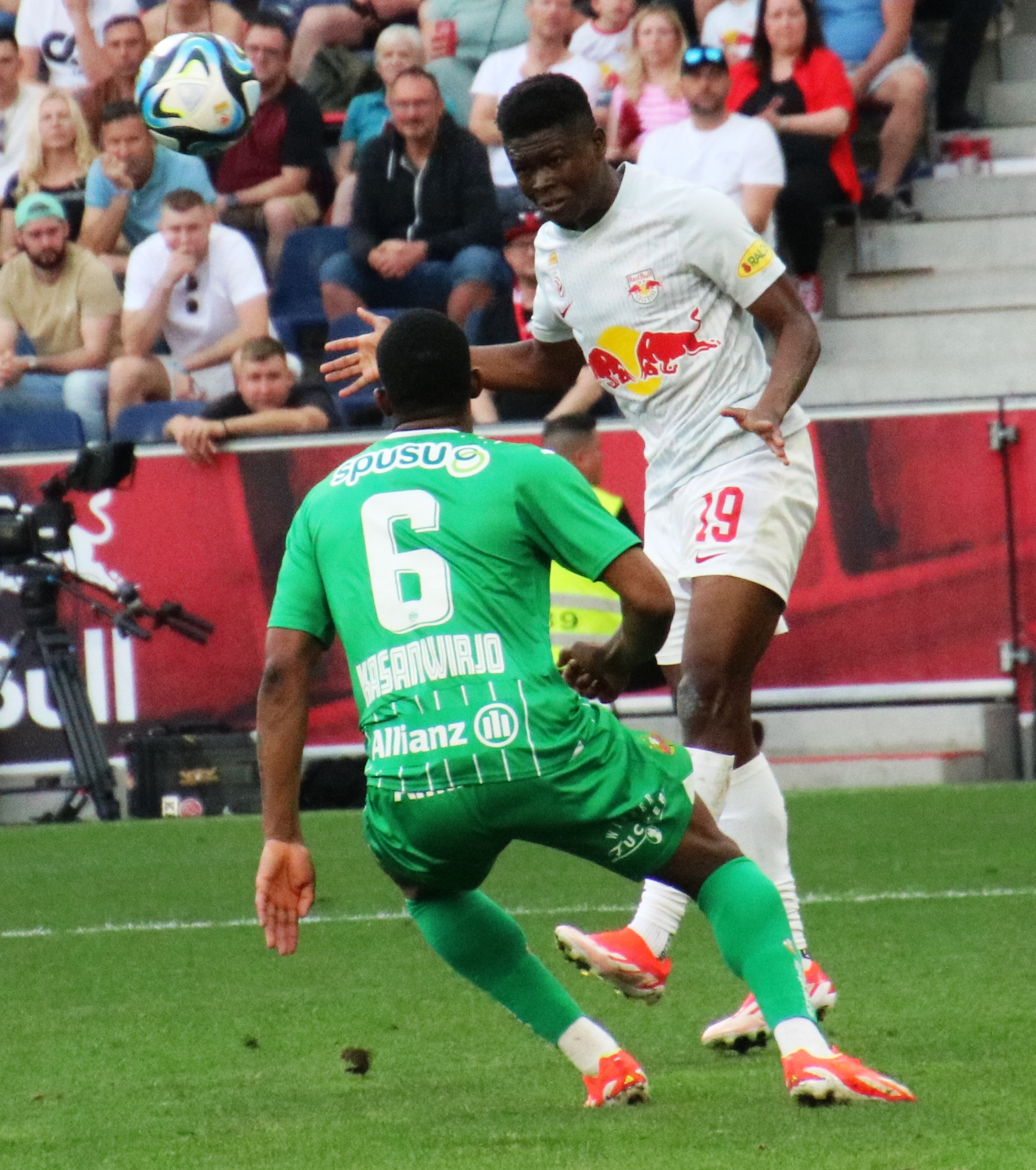
کاسانویریو (چپ) در ترکیب راپید وین در سال ۲۰۲۴

#### راپید وین (قرضی)
در ۱ سپتامبر ۲۰۲۳، اعلام شد که کاسانویریو به‌صورت قرضی تا پایان فصل به باشگاه فوتبال راپید وین در اتریش خواهد پیوست.

#### رنجرز (قرضی)
در ۲۱ سپتامبر ۲۰۲۴، کاسانویریو نخستین بازی خود را برای رنجرز در پیروزی ۳–۰ مقابل داندی در مرحلهٔ یک‌چهارم نهایی جام اتحادیه اسکاتلند انجام داد. او در این مسابقه به‌عنوان بازیکن تعویضی جای جیمز تاورنیر، کاپیتان تیم، را گرفت. پنج روز بعد، در نخستین بازی لیگ اروپا مقابل مالمو در ترکیب اصلی و در پست دفاع چپ به میدان رفت و رنجرز با نتیجهٔ ۲–۰ پیروز شد. در ۱ دسامبر ۲۰۲۴، اعلام شد که او در جریان بازی برای تیم ملی فوتبال زیر ۲۱ سال هلند دچار مصدومیت از ناحیهٔ زانو شده‌است و برای ادامهٔ روند درمان به باشگاه مادر خود یعنی فاینورد بازمی‌گردد.

## دوران ملی
کاسانویریو در رده‌های پایهٔ تیم ملی فوتبال هلند بازی کرده‌است.

## زندگی شخصی
کاسانویریو در هلند به‌دنیا آمده‌است و اصالتی سورینامی و اندونزیایی دارد.